# Rosa banksiae

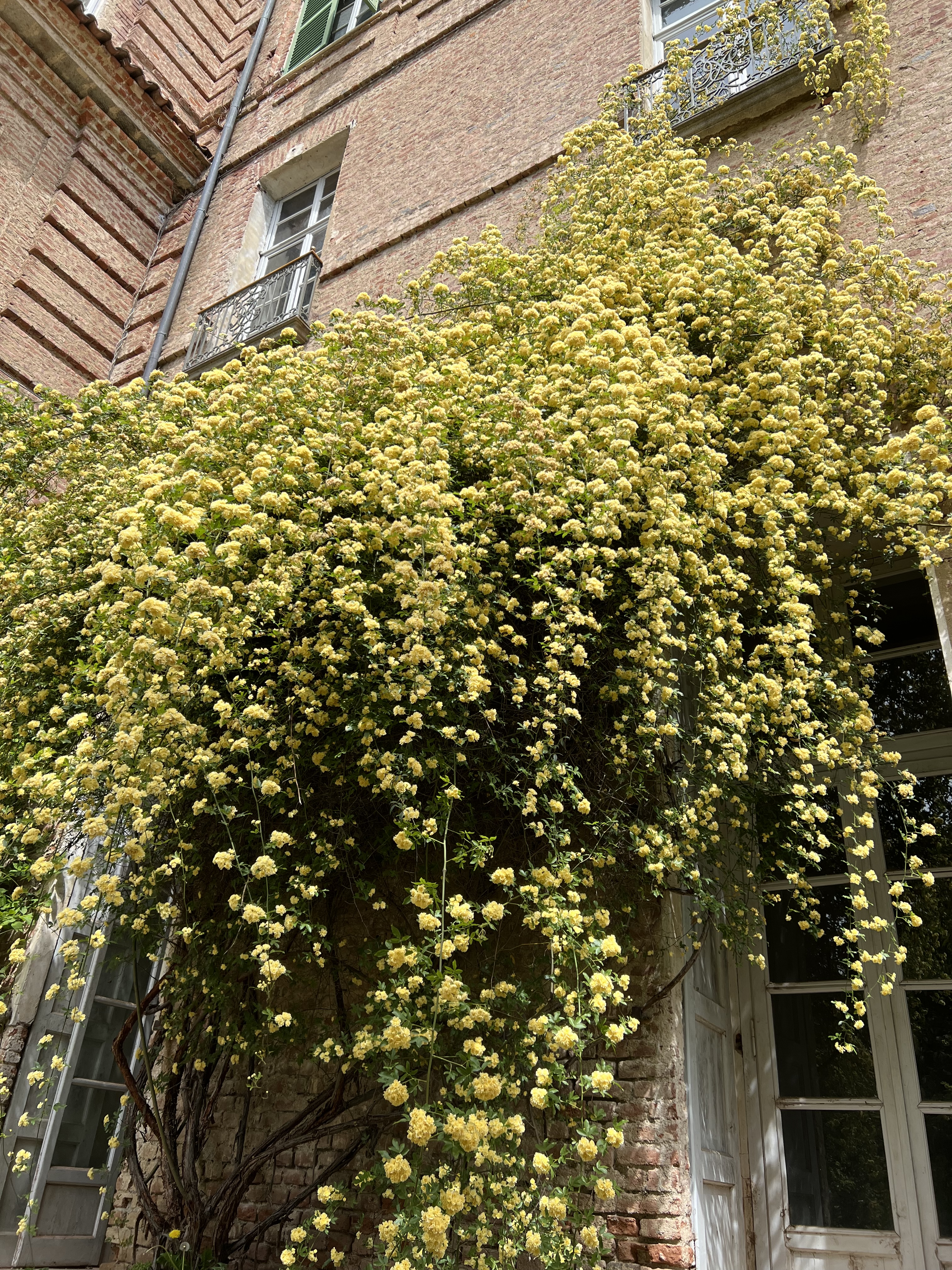
Un grande esemplare di interesse storico paesaggistico Rosa banksiae lutea presso il Castello ducale di Agliè

Rosa banksiae R.Br., 1811è una pianta della famiglia delle Rosacee. È una rosa rampicante sarmentosa, semipersistente, molto vigorosa, che fiorisce un'unica volta da inizio aprile a giugno.

## Descrizione
La maggior parte delle varietà si caratterizza per una precoce fioritura con piccoli fiori semplici o doppi, dalle tonalità bianche o gialle, apicali diffusi e riuniti a mazzi, con un diametro di circa 2.5-3.5 cm e 1 cm di profondità, dalla leggera profumazione. I frutti sono piccoli e a seconda della varietà vanno dal colore rosso scuro al quasi marrone (giallo-verdi invece nella Rosa banksiae var. lutescens). Le foglie sono composte da 3 o 5 foglioline, hanno una dentellatura semplice e sono lunghe 5.8-6.9 cm e larghe 5.6-6.6 cm con una consistenza e lucidità intermedie. Gli aculei sono totalmente assenti.

## Tassonomia

### Varietà
Originaria della Cina centrale e occidentale, approdò in Inghilterra all'inizio del XIX secolo, in diverse varietà che vengono distinte in base ai fiori.
- Rosa banksiae W.T. Aiton var. banksiae, a fiori doppi, bianchi, è stata introdotta in Europa nel 1807 grazie allo scozzese William Kerr (solo probabilmente secondo alcuni[3]) e a Sir Joseph Banks. Kerr fu uno tra i primi cacciatori di piante in Oriente[5]  e scovò questa rosa in un vivaio a Faa Tee (Canton, Cina)[6]; Sir Banks,  il fondatore della Royal Hortocultural Society, era il suo mecenate e prontamente introdusse la R. banksiae nel Royal Botanic Gardens di Kew di cui era Direttore[6]. Tra i sinonimi di questa rosa, i cui fiori profumano di violetta[6], troviamo White Lady Banks' Rose,  White Banksia,  R. banksiae Alba  e R. banksiae Alba Plena[3][7]. Il nome è un omaggio a Lady Banks (Dorothea Hugessen), consorte di Sir Banks[6].
- R. banksiae var. normalis Regel ha fiori semplici bianchi più o meno profumati[3], particolarmente eleganti[8], bellissimi e color della luna, come li ha definiti Paolo Pejrone[9]. Più fonti riportano che una R. banksiae dal fiore bianco semplice fu portata dalla Cina in Scozia già nel 1796 da Robert Drummond, dove però non si fece notare per la fioritura[10] (forse perché questa var. predilige un clima mite e non troppo umido, e resiste poco alle gelate). In ogni caso pare sopravvisse cento anni in quel giardino scozzese, prima di fiorire grazie ad alcune talee sulla riviera francese nel 1909[8].
- R. banksiae f. lutea, a fiori doppi gialli, è la più rustica e fu importata da un altro cacciatore di piante, John Damper Parks, nel 1824[6]; tra i suoi sinonimi troviamo R. banksiae luteaplena, Lady Banks Rose; R. banksiae luteaplena, Yellow Banksia; Yellow Lady Banks' Rose[3].
- R. banksiae f. lutescens Voss ha fiori semplici gialli, piatti o a coppa, e fu importata dalla Cina intorno al 1870[3].

Dalla Cina queste rose approdarono dunque in Gran Bretagna, ma secondo Ippolito Pizzetti, gli esemplari più vecchi e più belli si possono ammirare in Italia, dove nei climi miti meritano più che mai di esser coltivate, non solo per gli splendidi fiori ma anche per l'insieme del quadro.
Nel 1870 nei Giardini Botanici della Mortola si attestò la presenza di una R. banksiae normalis f. lutescens  che accese l’interesse e il dibattito intorno a questa rosa e Thomas Hanbury espresse il desiderio di saperne di più sull’origine del suo esemplare di Single Banksian Rose; negli ultimi decenni dell'Ottocento l'uso delle R. banksiae a fiori doppi era così diffuso nei giardini toscani che queste rose si guadagnarono l'appellativo di "roselline di Firenze" (da non confondersi però con i ranuncoli che venivano anch'essi chiamati così).
R. banksiae compare anche tra le specie indicate come "scoperte da poco" nel giardino di Joséphine de Beauharnais Bonaparte presso il Castello della Malmaison, dove l'imperatrice dei francesi, appassionata coltivatrice di rose, inseriva le novità che arrivavano dalla Cina.

### Ibridi
Nel corso del Novecento gli ibridatori italiani ebbero un ruolo molto importante nell'ibridazione delle R. banksiae: partendo dai semi raccolti nell’Orto botanico di Firenze, Ragionieri ottenne l'Ibrido di Castello (1920). Sugli ibridi di R. banksiae ottenuti a Sanremo scrisse nel 1953 la botanica Eva Mameli Calvino, prima che nel 1961 l'ibridatore sanremese Quinto Mansuino producesse Purezza, simile alla Lady Banks ma di un bianco purissimo, bellissima e rifiorente, o meglio "pigramente rifiorente".

## Coltivazione

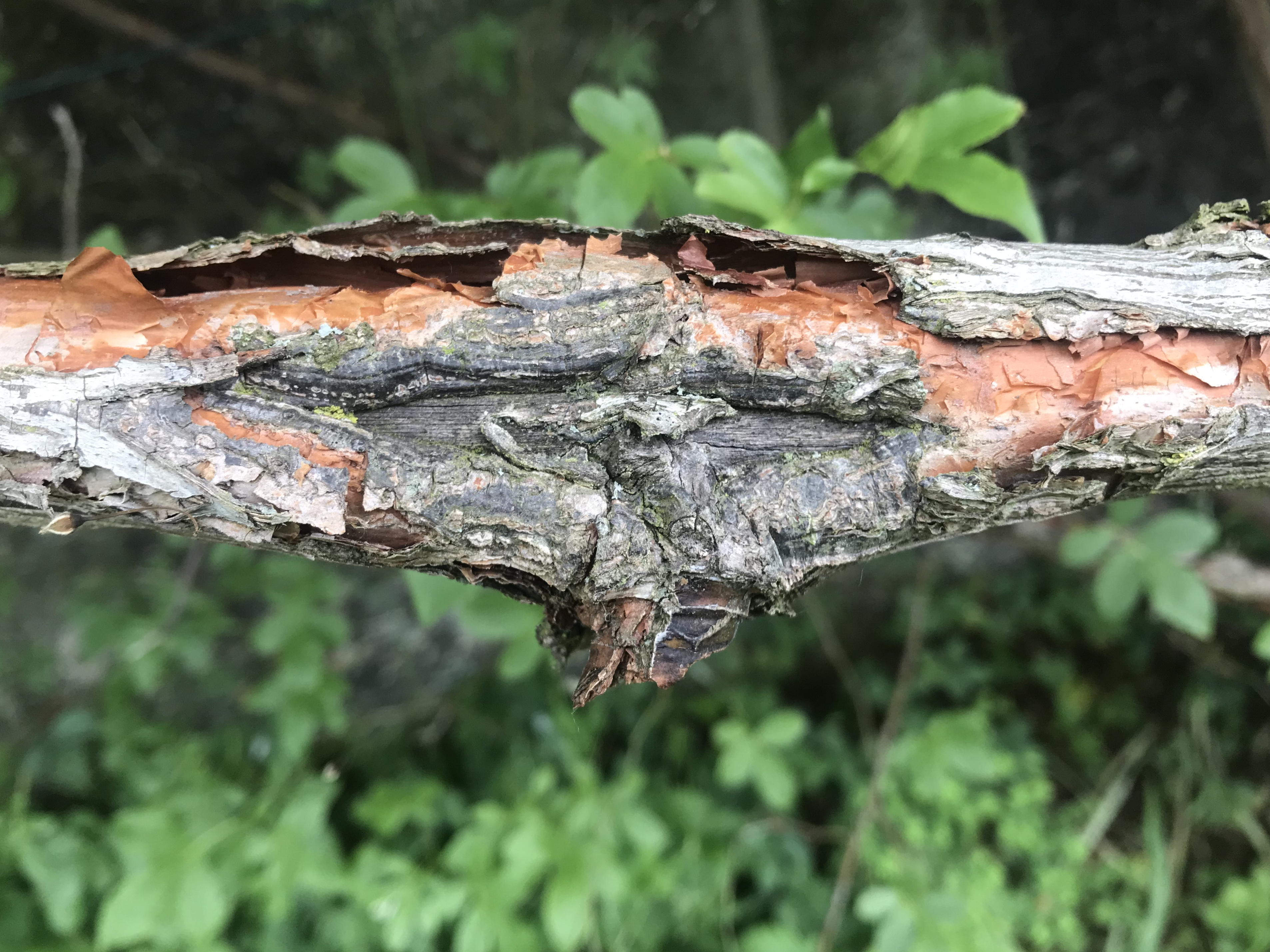
Corteccia sfaldata in un vecchio ramo di Rosa banksiae f. lutea

Grazie al suo elegante portamento rambler crea un meraviglioso effetto con ramificazioni sottili che ben si prestano a salire su una pergola, a coprire muri o ad arrampicarsi sui rami degli alberi (un bel pergolato realizzato con una Rosa banksiae si può ammirare nel giardino di Villa Le Balze a Fiesole). Può raggiungere i 15 m di altezza. Da notare come la corteccia nei rami più vecchi si sfaldi longitudinalmente. Una combinazione dall'effetto sicuro è l'associazione con una clematide dai toni viola. Molto resistente alle patologie più diffuse, salvo qualche raro attacco di oidio, va potata lo stretto indispensabile e, ove possibile, lasciata crescere a fontana libera.

## Riconoscimenti
R. banksiae f. lutea (Lindl.) Rehder ha vinto l’Award of Garden Merit (AGM) della Royal Horticultural Society.